# Финал баскетбольного турнира Олимпийских игр 1972

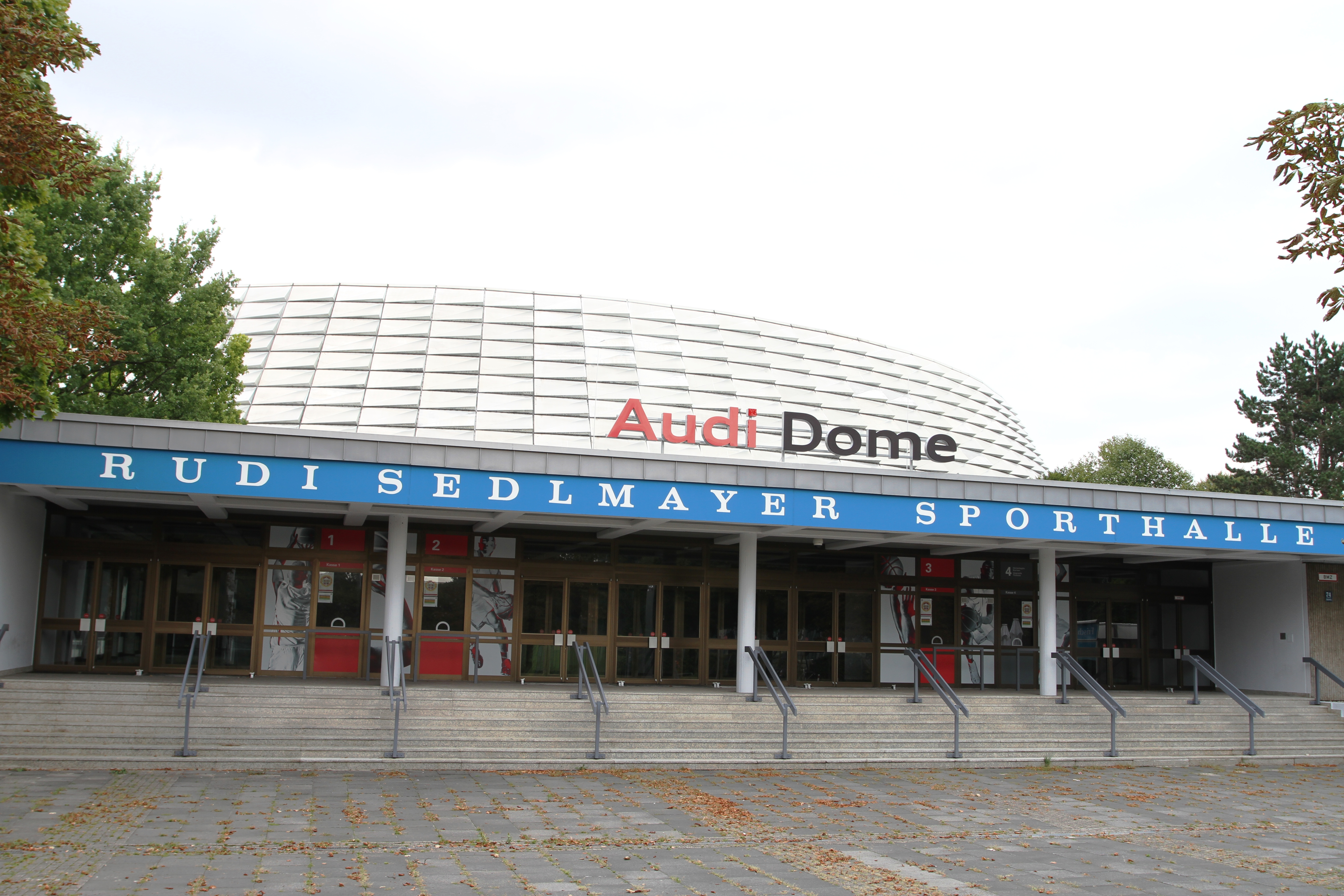
«Руди-Зедльмайер-Халле», ныне Audi Dome в Мюнхене

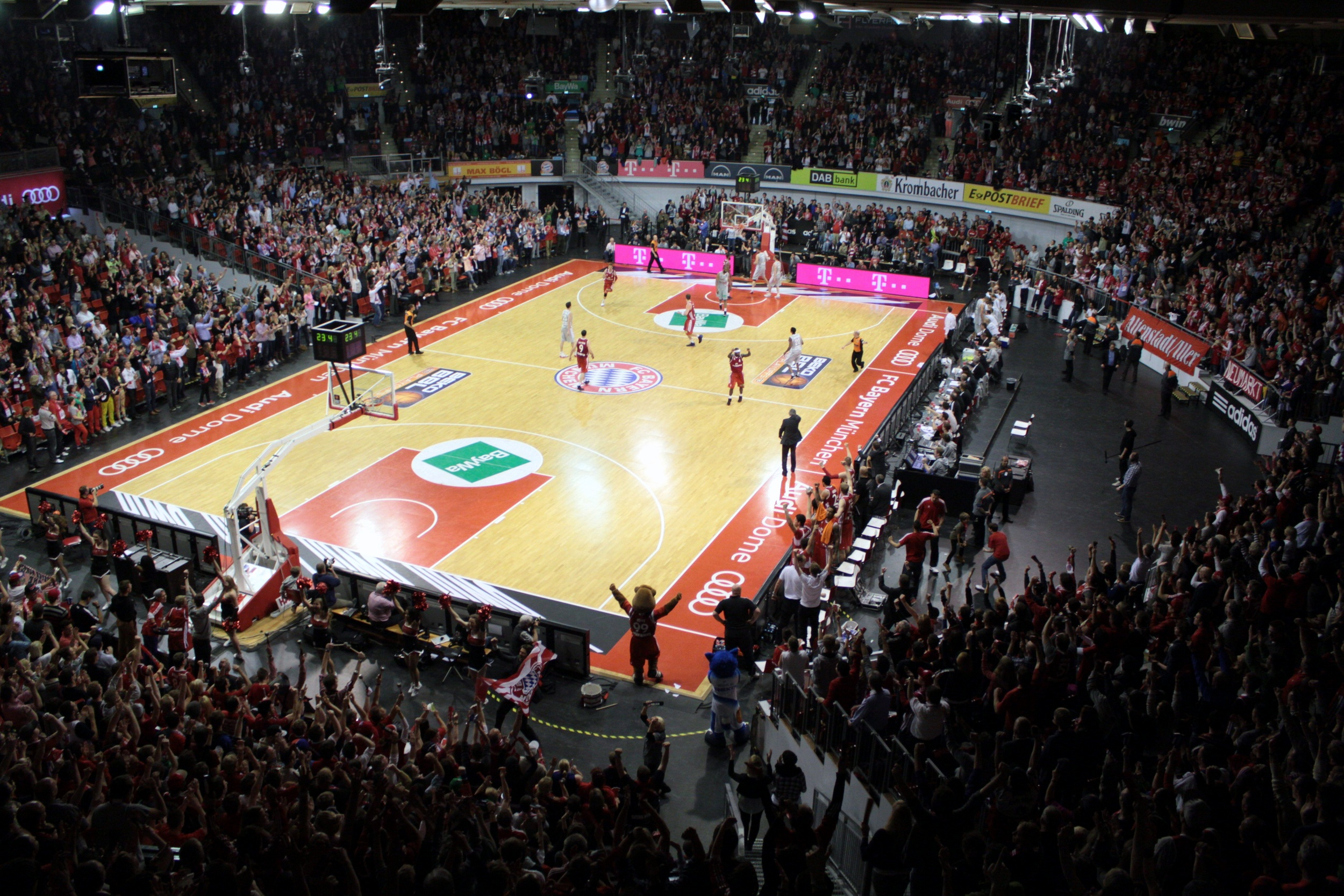
Интерьер арены, современное состояние

Матч между мужскими сборными СССР и США в финале баскетбольного турнира XX летних Олимпийских игр состоялся в ночь с 9 на 10 сентября 1972 года в Мюнхене (ФРГ), на арене «Руди-Зедльмайер-Халле». Матч стал одним из наиболее запоминающихся событий Игр и наиболее драматичных поединков в истории баскетбола.
Сборная СССР всю встречу доминировала на площадке, разрыв достигал 10 очков. Сборная США вырвалась вперёд в самом финале, но не смогла удержать преимущество 50:49 в последние три секунды. В сложной концовке советские баскетболисты три раза вводили мяч в игру из-за остановок и проблем с отсчётом времени и, в итоге, вырвали победу со счётом 51:50. Исход матча стал предметом долгих разбирательств и дискуссий. Американские игроки и официальные лица команды отказались выйти на церемонию награждения, что остаётся исключительным случаем в истории Игр. Американская сторона подала несколько протестов и по сей день не признаёт результат игры корректным. Специалисты указали на множество ошибок, допущенных сборной США и её руководителями: установка на игру от обороны, недооценка противника в концовке, слабое знание правил игры. Победой сборной СССР была прервана 63-матчевая беспроигрышная серия сборной США в олимпийских турнирах по баскетболу. Советскому Союзу эта победа принесла первое олимпийское золото в мужском баскетболе.

## Предыстория
Встречи между спортсменами США и СССР во всех видах спорта всегда носили принципиальный характер. Мужская сборная США по баскетболу перед турниром игр 1972 года считалась безоговорочным фаворитом. С 1936 года, то есть с того момента, как баскетбол появился в программе летних Игр, американские спортсмены не проигрывали ни разу. 7 раз подряд они выигрывали золото и довели беспроигрышную серию к финальному матчу с СССР до 63 игр. С 1952 года борьбу с ними вели баскетболисты СССР. В 1952, 1956, 1960, 1964 годах в финале Игр они встречались со сборной США. В 1968 году сборная СССР завоевала бронзу. Ни разу ей не удавалось навязать борьбу. Советские спортсмены проиграли все финалы с разницей 10 очков и более. Вне программы Олимпийских игр сборной СССР удавалось обыграть сборную США, например, на чемпионате мира 1959 года.
Согласно принципам, декларированным ещё Пьером де Кубертеном, в Олимпийских играх могли принимать участие только спортсмены-любители. В СССР при формировании команд на крупнейшие соревнования толковали данные правила очень вольно, занося ведущих спортсменов, например, в списки военнослужащих. Правила МОК предусматривали лазейку, согласно которой участвовать в Играх могли военнослужащие страны, что давало дополнительные возможности обходить ограничения по любительскому статусу. Западные специалисты относили этих спортсменов к профессионалам. Американский корреспондент Франк Сарацено назвал советских спортсменов того времени квазипрофессионалами, подчёркивая их неопределённое положение.
Противостояние на спортивной площадке во многом было продолжением политического конфликта в самый разгар холодной войны. Как вспоминал Том Макмиллен: «Тогда в Мюнхене в полночь 9 сентября состоялось сражение холодной войны». Многие зрители из США полагали, что XX Олимпийские игры были откровенно антиамериканскими. Авторы документального фильма «За 3 секунды до золота», снятого телеканалом HBO sport, говорили о прямом давлении, которое, по их мнению, оказывалось на судей для достижения необходимого результата. Американские СМИ после Игр обращали внимание на то, что происходившее лишний раз продемонстрировало то, что принципы проведения Олимпийских игр, какими их задумывали основатели движения, устарели и не соответствует современной трактовке любительского спорта.
Игры в Мюнхене отличались от предыдущих прорывом на новый уровень технологий в спорте. Впервые широко использовались компьютеры для обработки результатов. Повсеместно стал применяться электронный хронометраж, полностью вытеснивший ручной замер времени. Начали использоваться привычные ныне электронные табло, отображающие счёт и время матчей. Спутниковая связь позволяла осуществлять цветную телевизионную трансляцию с зимних и летних Игр 1972 года в большинство стран мира.

## Подготовка сборных

### Сборная США
Обычно американские игроки участвовали в Олимпийских играх всего один раз, так как баскетбольная сборная США комплектовалась каждый раз заново из игроков студенческих команд страны в возрасте 20—21 года. Выступление на Играх влияло на результаты драфта и дальнейшую карьеру профессионального игрока. Тренером сборной США мог стать Джон Вуден (UCLA), но сложная подковерная борьба между федерациями ABA и NCAA привела к спорному компромиссу. В третий раз подряд наставником олимпийской сборной был выбран Генри Айба. Этот известный спортивный специалист с 1934 по 1970 годы тренировал команду Университета штата Оклахома. В 1972 году ему исполнилось 68 лет и он уже два года как отошёл от дел. Айба считался консерватором, расчётливым и осторожным сторонником игры от обороны, что было исторически нехарактерно для манеры игры сборной США. Тренер и его подопечные были из разных баскетбольных поколений. Айба, воспитанный на спокойном розыгрыше 1940-х годов, до времени введения лимита на владение мячом, прививал систему, в которой игроки должны были встать на позиции и сделать 4-5 пасов перед атакой.
Формирование сборной, как и всегда, было предметом споров между любительскими федерациями и самими спортсменами. Среди игроков не было явного лидера. Восходящие звезды американского баскетбола — Билл Уолтон, Дэвид Томпсон, Джулиус Ирвинг — не приняли участие в Играх. Главной причиной отсутствия Уолтона в сборной было неудачное выступление сборной на чемпионате мира 1970 года, а также его пацифистские взгляды. Однако и без них команда родоначальников баскетбола была серьёзной силой. В составе сборной США, в частности, выступал самый высокий баскетболист Игр Томми Бёрлсон, чей рост составлял 223 см (по другим данным 218 см). Сборы команды проходили на военной базе Перл-Харбор, в условиях которой тренер хотел оградить студентов от соблазнов и сконцентрироваться на подготовке. 
Ситуация для сборной США в последний олимпийский цикл была совсем не такой безоблачной, как раньше. Расклад сил в мировом любительском баскетболе менялся. На чемпионате мира 1970 года в Любляне американские спортсмены неожиданно заняли лишь 5-е место, впервые в истории проиграли Универсиаду (1970) и Панамериканские игры (1971). Это были соревнования второго плана, на которые привозили запасных игроков, но ситуация настораживала. Тренеры Генри Айба и Джон Бах понимали, что на Олимпийских играх конкуренция будет другого уровня, и потому в сборную необходимо привлечь лучших. С конца 1960-х в СССР и Югославии появились спортсмены, способные конкурировать с американцами на высшем уровне. В интервью Washington Post Айба отмечал, что защита советской сборной не уступает американской и нужно быть начеку: «Так же, как японцы в бизнесе, русские умело копируют и применяют наши схемы».

### Сборная СССР

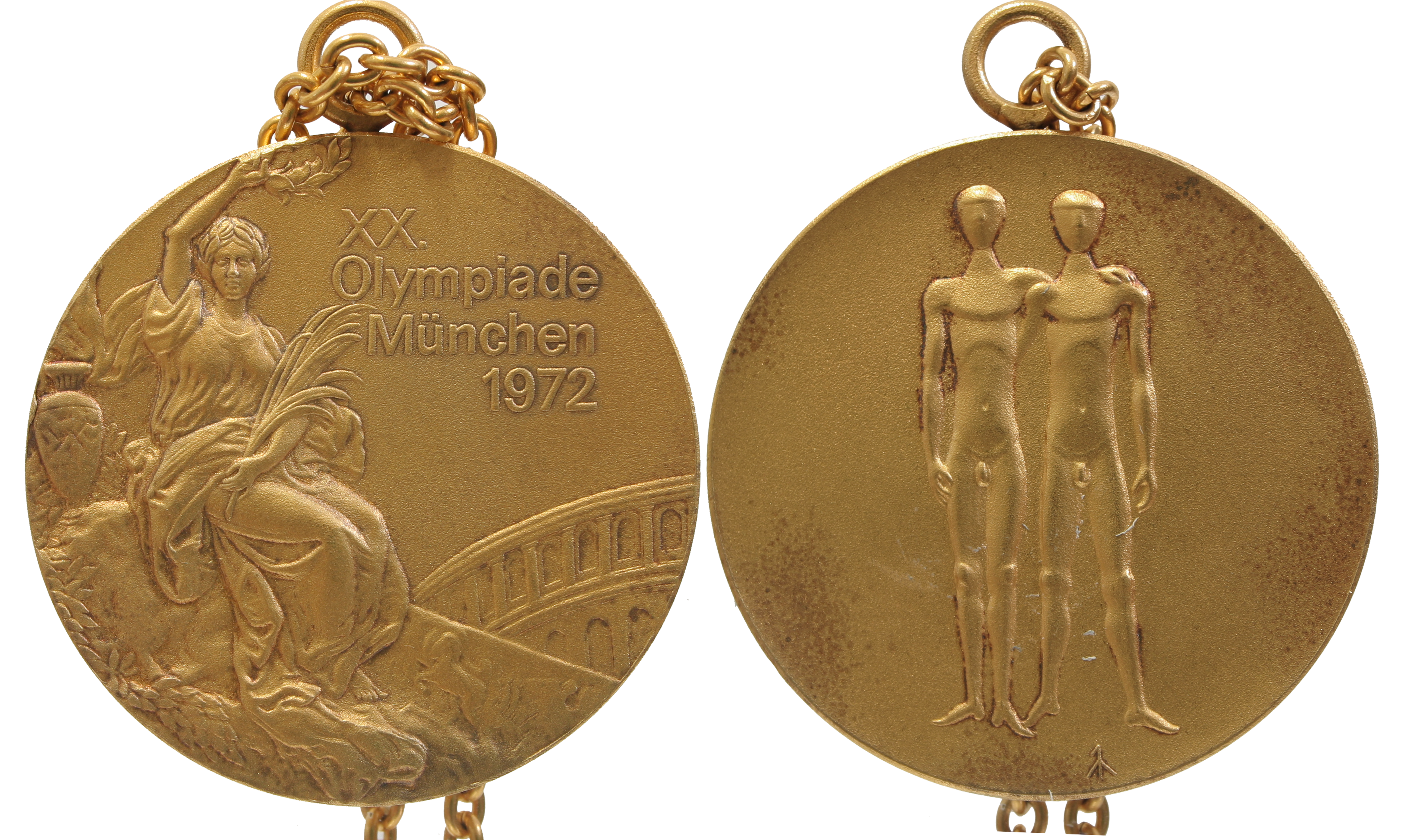
Золотые медали Олимпийских игр 1972 года

Молодой сборной США противостояла опытная команда СССР, ведомая однофамильцами Сергеем и Александром Беловыми. Костяк сборной был уже наигран примерно в течение 7 лет. Советские спортсмены участвовали в Играх многократно. Так, для ветерана сборной СССР Геннадия Вольнова это был уже четвёртый турнир подобного ранга. Самой большой потерей сборной СССР стал основной центровой Владимир Андреев, получивший травму на предолимпийских сборах. В то же время в команде появился универсал, способный противостоять под щитом «большим» игрокам сборной США и на равных побороться за подбор — Александр Белов. В 1971 году игроки сборной СССР, по сложившейся уже несколько лет практике, участвовали в ряде товарищеских матчей с командами университетов США и преисполнились уверенности в своих силах после победы в серии 9:1. Эту надежду подкрепляла победа в турнире Универсиады над американской сборной. Помощник тренера сборной США Джон Бах называл ту сборную СССР «великой командой». Впрочем, перед советской сборной не ставилась задача выиграть турнир — 2-е место считалось бы вполне удовлетворительным результатом.
С 1966 по 1970 год главным тренером ЦСКА и сборной СССР был Александр Гомельский. После неудачного для сборной чемпионата мира 1970 года (третье место) его на посту главного тренера сборной страны заменил наставник ленинградского «Спартака» Владимир Кондрашин, сильной стороной которого было знание психологии, умение добиваться цели при ограниченных ресурсах и способность повлиять на исход игры точными заменами игроков. Кондрашин не стал обновлять состав. Только Анатолия Крикуна на позиции разыгрывающего он заменил на психологически более устойчивого Ивана Едешко. Нового игрока тренер опробовал на ставшем успешном для сборной чемпионате Европы 1971 года. Символично, что решающую роль в финальном матче сыграли спортсмены, которые появились в сборной благодаря Кондрашину: Едешко и Белов. Кондрашин был первым и единственным тренером Александра Белова, воспитавшим его до уровня игрока сборной.

## Путь сборных к финалу
Золотая медаль баскетбольного турнира была одной из последних разыгрываемых медалей всего олимпийского турнира 1972 года в Мюнхене. Игры складывались для сборной СССР вполне удачно, и к этому моменту на её счету уже было 49 золотых медалей. В неофициальном командном зачёте сборная США была позади, но был важен политический контекст: 1972 год был годом 50-летия СССР.
Обе баскетбольные сборные без особых проблем добрались до финала. У сборной США на групповом этапе относительно сложным был матч со сборной Бразилии, в котором она проигрывала по ходу матча, но затем сломила сопротивление противника и победила 61:54. У сборной СССР непростой матч на групповом этапе выдался со сборной Пуэрто-Рико. В конце остро протекавшей встречи 9 игроков в двух командах набрали по 5 персональных замечаний. В итоге баскетболисты СССР победили 100:87 (Александр Белов набрал 35 очков). Кроме того, сборная СССР встретила достойное сопротивление со стороны неудобного противника — сборной Кубы — в полуфинале. По ходу матча советские спортсмены даже уступали 6 очков, но кубинские баскетболисты не рассчитали силы, получили слишком много фолов и в итоге уступили 61:67.
5 сентября 1972 года программа Игр была приостановлена на два дня в связи с терактом, совершённым с 5 по 6 сентября 1972 года в Мюнхене, когда палестинскими террористами были захвачены и затем расстреляны 11 членов олимпийской сборной Израиля. Пауза имела место и в баскетбольном турнире. Американские игроки вспоминали, что на них гнетущее впечатление произвела перестрелка в Олимпийской деревне, которая проходила в нескольких сотнях метров от их места проживания.

## Финал

### Участники матча

#### Официальные лица
- Судьи: Ренато Ригетто (Бразилия), Артеник Арабаджиян (Болгария)
- Представитель технического комитета ФИБА: Эдмон Биго (Франция)
- Тренеры СССР: Владимир Кондрашин (главный тренер), Сергей Башкин (помощник)
- Тренеры США: Генри Айба (главный тренер), Джон Бах (помощник), Дон Хаскинс (помощник)
- Секундометрист — Андре Шопар[33].
- Комментатор «ЦТ СССР»: Нина Ерёмина
- Комментатор «ABC» (США): Фрэнк Гиффорд[англ.]

#### Игроки
|    | Сборная СССР          |          |          |                     |    | Сборная США    |          |          |                      |
| №  | игрок                 | Год рожд | Рост, см | клуб                | №  | игрок          | Год рожд | Рост, см | университет          |
| 4  | Анатолий Поливода     | 1947     | 200      | Строитель (Киев)    | 4  | Кеннет Дэвис * | 1948     | 185      | Georgetown College   |
| 5  | Модестас Паулаускас * | 1945     | 194      | Жальгирис (Каунас)  | 5  | Дуг Коллинз    | 1951     | 198      | Иллинойс             |
| 6  | Зураб Саканделидзе    | 1945     | 186      | Динамо (Тбилиси)    | 6  | Том Хендерсон  | 1952     | 189      | San Jacinto J.C.     |
| 7  | Алжан Жармухамедов    | 1944     | 207      | ЦСКА (Москва)       | 7  | Майкл Бантом   | 1951     | 203      | St. Joseph’s         |
| 8  | Александр Болошев     | 1947     | 205      | Динамо (Москва)     | 8  | Бобби Джонс    | 1951     | 203      | Северная Каролина    |
| 9  | Иван Едешко           | 1945     | 194      | ЦСКА (Москва)       | 9  | Дуайт Джонс    | 1952     | 203      | Houston              |
| 10 | Сергей Белов          | 1944     | 190      | ЦСКА (Москва)       | 10 | Джеймс Форбс   | 1952     | 201      | Texas-El Paso        |
| 11 | Михаил Коркия         | 1948     | 196      | Динамо (Тбилиси)    | 11 | Джим Брюэр     | 1951     | 205      | Minnesota            |
| 12 | Иван Дворный          | 1952     | 205      | Спартак (Ленинград) | 12 | Томми Бёрлсон  | 1952     | 218      | North Carolina State |
| 13 | Геннадий Вольнов      | 1939     | 201      | Динамо (Москва)     | 13 | Том Макмиллен  | 1952     | 211      | Мэриленд             |
| 14 | Александр Белов       | 1951     | 200      | Спартак (Ленинград) | 14 | Кевин Джойс    | 1951     | 191      | South Carolina       |
| 15 | Сергей Коваленко      | 1947     | 215      | Строитель (Киев)    | 15 | Эд Рэтлефф     | 1950     | 198      | Long Beach State     |

- *капитаны команд[31][34].

### Различия c современными правилами
По правилам того времени матч состоял из двух таймов по 20 минут. Бросок с игры — 2 очка (трёхочковых в соревнованиях ФИБА тогда не существовало). На атаку отводилось 30 секунд. В последние три минуты игры любые персональные фолы считались умышленными нарушениями и наказывались выполнением двух штрафных (или по желанию сохранением и вводом мяча пострадавшей командой). Также в последние 3 минуты игры обязательно было не более чем за 10 секунд пересечь центральную линию.
В то время также не существовало правила «зоны» (по современным правилам команда, владеющая мячом в зоне нападения, не может переводить его в зону защиты). Трактовка отсчёта времени после ввода мяча в игру была такая же, как и в современном баскетболе: после ввода мяча в игру отсчёт начинался тогда, когда мяча впервые коснётся любой игрок, находящийся в пределах игровой площадки.

### Ход игры
Матч, как и весь баскетбольный турнир, прошел на арене «Руди-Зедльмайер-Халле», построенной специально к Играм и вмещающей около 7 тысяч зрителей.
Свисток о начале игры прозвучал в 23:50 по местному времени, в субботу 9 сентября 1972 года. Столь позднее начало игры объяснялось стремлением обеспечить более удобное время показа игры в Северной Америке. В СССР трансляция встречи состоялась только на следующий день. Несмотря на то, что начало игры было отложено по просьбе телекомпании ABC, в США прямой трансляции тоже не было. Матч показали в США 9 сентября только после вечернего блока спортивных новостей и после окончания самой игры.
Первый сюрприз американцам советские тренеры подготовили с составом. В стартовой пятерке не было Паулаускаса. Кондрашин решил сделать ставку на скоростную игру, выставив легкий состав: Коркия и Саканделидзе. Матч начался с осторожной разведки, игроки заметно нервничали и долго входили в ритм игры. Участники встречи из-за непривычного времени нача́ла были несколько вялыми и «проснулись» не сразу. Дебют остался за сборной СССР — к третьей минуте она вела 5:0. Удавались острые проходы и перехваты самого быстрого игрока сборной СССР Зураба Саканделидзе и пошла игра у Сергея Белова. Всю игру сборная СССР вела в счёте примерно 4-8 очков, не давая противнику приблизиться вплотную. Айба вёл себя очень спокойно, не повышал голос и не вставал со скамейки. Игроки сборной США чувствовали, что могут прибавить, острыми контратаками отрезать защиту противника, но тренер словно чего-то ждал. Первая половина закончилась с очень низкой результативностью, со счётом 26:21. Причиной тому были хорошая защита обеих сторон и нервный характер встречи. В перерыве Дейвис и Макмиллен жёстко потребовали у руководства команды сменить тактику позиционного нападения, но Айба в ответ ничего не предложил. Игрокам пришлось брать инициативу в свои руки.
За 12 минут до конца встречи произошла стычка между Михаилом Коркией и Дуайтом Джонсом. Столкновение показало, что провокации не останутся безнаказанными. Руководство сборной СССР во всех видах спорта воспитывало игроков в духе спортивного поведения, согласно которому советские атлеты должны быть выше грязной игры. В данном случае, однако, этические правила были отброшены, и обе команды показали, что при необходимости будут играть жёстко. Виновные были удалены до конца матча. Джонс, по мнению тренера Башкина, значил для американской команды больше, чем Коркия для советской — это был ключевой игрок. Судья определил спорный мяч и разыграл его между игроками. После того, как Александр Белов и Джим Брюер поднялись в воздух, Брюер неудачно приземлился и ударился головой об пол. Пришлось вызывать врача. Как вспоминал помощник тренера Джон Бах, Брюер получил в столкновении с Беловым не замеченный судьями удар и продолжить матч после полученной травмы уже не смог.
За 9 минут до конца преимущество сборной СССР достигло 10 очков. Тут подопечные Генри Айбы, наконец, собрались. За 6 минут до конца они взяли советских игроков в плотный прессинг. Усилиями Рэтлифа, Джойса и Бантома преимущество стало таять и за минуту до конца уже составляло одно очко. Игроки сборной СССР устали и начали нервничать. Попытка вывести двух разыгрывающих также не помогла. Четырежды промахивались с линии штрафных в концовке Сергей Белов и Саканделидзе. Однако, благодаря удачно пробитым штрафным капитана Модестаса Паулаускаса, небольшое преимущество всё же удалось сохранить к последним секундам.

### Последние 3 секунды матча

Кондрашин дает указания игрокам перед третьим вводом мяча. Генеральный секретарь ФИБА Уильям Джонс вмешивается в ход игры, внизу кадра он, подойдя к судейскому столику, показывает на пальцах «три секунды». Кадр из документального фильма «Classic Gold Ticket» (ESPN)

За шесть секунд до конца матча сборная СССР вела в счёте 49:48. Александр Белов атаковал кольцо и подобрал мяч после блок-шота Макмиллена, оказавшись прижатым к лицевой линии. Ситуация была выигрышной для советской команды, нужно было только дотянуть время, так как команда имела право владеть мячом до финальной сирены. Находясь под прессингом противника, как вспоминал сам Белов, он уже падал в аут. По мнению Дугласа Коллинза, всё, что нужно было сделать Белову ― это не сразу отдавать пас, а стоять на месте или отдать пас как можно ближе по времени к финальной сирене стоявшему рядом Сергею Белову. Но вместо этого Александр неожиданно отдал пас закрытому Саканделидзе, и мяч у центральной линии перехватил Коллинз. Американский игрок рванулся к щиту противника и уже сделал два шага перед броском.
Саканделидзе не оставалось ничего другого, как фолить. Он догнал и повалил уходящего от него противника на площадку, продавив под щит. Расчёт был в том, что Коллинз, пробивая штрафные, мог промахнуться. Кроме этого, для пробивания штрафных было бы остановлено время, что позволило бы более спокойно принять решение или взять тайм-аут. Коллинз врезался в основание щита, но смог подняться. Генри Айба сказал, что «если он сможет держаться на ногах, то и бросать сможет». Американский баскетболист уверенно забил оба мяча с линии штрафных. Сборная США впервые в матче вышла вперёд — 50:49.
После фола Саканделидзе и первого броска Коллинза (и до исполнения второго, как того требовали правила) Владимир Кондрашин попросил тайм-аут, нажав кнопку на тренерском столике. Однако сирена прозвучала слишком поздно, когда Коллинз уже держал мяч и готовился ко второму броску, и ни игроки, ни судьи в поле не обратили на неё внимания. После того, как Коллинз успешно выполнил второй бросок, судья отдал мяч Алжану Жармухамедову для продолжения игры. В результате последующих событий игроки сборной СССР трижды вводили мяч в игру.
Первый. На официальном секундомере осталось 3 секунды. Жармухамедов получил мяч от судьи и ввёл его в игру пасом на Сергея Белова. Защитник сборной СССР начал ведение, но тут Ренато Ригетто остановил игру из-за того, что советский тренер Башкин прибежал к судейскому столику и привлек к себе внимание. Он пытался разобраться, почему судьи не остановили игру и не дали тайм-аут. На официальном секундомере оставалась 1 секунда.
Участник советской делегации Юрий Озеров, сидевший на трибуне, отправился за помощью к сидевшему у игровой площадки генеральному секретарю ФИБА Уильяму Джонсу (Великобритания). Они хорошо знали друг друга (Озеров долгое время был тренером сборной СССР). Джонс подошел к судейскому столику и обратился с просьбой дать тайм-аут сборной СССР. Его поддержал и представитель технического комитета ФИБА на матче Эдмон Биго. Секундомер был остановлен, и советская сторона получила перерыв. Кондрашин принял решение убрать с поля Жармухамедова и ввести Ивана Едешко и объяснил, что необходимо делать игрокам.

Дословно я так сказал: «Чего вы волнуетесь? Времени-то вагон! Можно выиграть, а потом опять проиграть». Я, честно, с пасом вначале надеялся на Модю (Паулаускаса). А потом вспомнил: в Друскининкае ребята часто в гандбол играли, и у Вани (Едешко) такой захлестывающий удар был. Я, честно, знал: если пас пройдет и мяч долетит до Сани, уверен был, что он выиграет. Правда я думал, что американцы его зарубят, сфолят. В этой ситуации Саня вряд ли бы оба забил, но один-то забил бы точно. Меня, честно, больше волновало, добросит ли мяч Ваня.
— Владимир Кондрашин
Американские игроки во время тайм-аута ничего не обсуждали. Как вспоминал Коллинз, «мы плохо понимали, что происходит».
Второй. Перерыв закончился. Судьи передали мяч Едешко, он ввёл его пасом на Паулаускаса, который стоял несколько ближе к центру площадки, слева от трёхсекундной зоны. Макмиллен активно мешал Едешко ввести мяч. Паулаускас попытался отдать пас на Александра Белова, стоявшего под кольцом американской сборной, но не попал, и мяч, ударившись об щит, отскочил в поле. Однако ещё до того, как Паулаускас бросил мяч, раздалась сирена. Как признают даже американские источники, сирена раздалась явно раньше трёх секунд, которые должны были оставаться на секундомере.

Слева — американские игроки Макмиллен (№ 13) и Хендерсон (№ 6) преждевременно начинают празднование победы.
Справа — Александр Белов (№ 14) опускает в корзину победный мяч сборной СССР. На паркете лежит Джеймс Форбс (№ 10).
Фотография Кларксон, Рич («Sports Illustrated»).

Зрители и игроки в большинстве своём приняли её за сирену, сигнализирующую об окончании матча. Зрители высыпали на площадку и начали совместное празднование. Комментатор советского телевидения Нина Ерёмина сообщила, что матч проигран. Между тем неожиданно оказалось, что на официальном секундомере значится 50 секунд. Секундометрист Андре Чопард не сразу разобрался с кнопками, регулирующими время игры, а судьи в поле не обратили внимание на то, что время ещё не установлено, и дали команду начать атаку. В то время технология требовала ручной корректировки показаний секундомера и вызывала некоторые затруднения у персонала. Документальный фильм канала ESPN воспроизводит то, как последовательно время на электронном секундомере откручивалось назад на отметку 3 секунды. Таким образом, сирена обозначала остановку игры в связи с необходимостью установить правильное время на секундомере, то есть три секунды до конца.
В игру снова вмешался Уильям Джонс, стоявший у судейского столика. Он встал на сторону советской команды, показывая, что она должна получить свои три секунды и доиграть их как положено. Как утверждает корреспондент журнала Sports Illustrated Гэри Смит, Джонс заставил рефери матча Ригетто открутить время секундомера игры назад, несмотря на его протесты. Помощник тренера Дон Хаскинс предложил Генри Айбе увести команду с площадки, давая тем понять, что матч уже выигран. Уильям Джонс, заметив такие настроения на скамейке американцев, сообщил Айбе, что так они точно упустят золотые медали. Айба решил не идти на конфронтацию, сказав, что «не хочет проиграть этим вечером, сидя на заднице». Майк Бантом вспоминал: «мы вообще едва понимали, что происходит. Там было мало англоговорящих. Тренер донёс главное — возвращайтесь назад играть». Судьи восстановили порядок на площадке и убрали с неё всех посторонних.
Третий. Мяч от судьи снова получил Иван Едешко. В этот раз центровой сборной США Макмиллен повёл себя иначе — повинуясь жесту судьи (тот показал условную «стену», там, где проходит лицевая линия), он не стал мешать советскому баскетболисту (в рамках правил) ввести мяч в игру. По утверждению Едешко, американский игрок не понял плохого английского судьи и решил, что тот указывает ему не мешать ввести мяч в игру. Макмиллен вспоминал, что он всё прекрасно понял и судья, против всех правил, заставил его уйти и не мешать советскому игроку. Иван Едешко ввёл мяч в игру пасом через всю площадку Александру Белову, которого держали 10-й и 14-й номера сборной США.
Схожий сценарий имел место в финальной игре 1971 года за звание чемпиона СССР. ЦСКА проигрывал за 8 секунд до конца игры ленинградскому «Спартаку» одно очко. Едешко, выступавший за ЦСКА, выдал длинный пас Сергею Белову, и тот броском со средней дистанции принёс решающие два очка. Игроки и специалисты полагали, что сборная СССР разыграет ту же комбинацию, но Едешко нашёл пасом Александра Белова.

«Все зависело от паса. По нашей спартаковской бедности Саша научился всякие пасы ловить. Ну а от Вани пас был точнейший».
— Владимир Кондрашин
Александр ушёл от защитников финтом, обозначив рывок вперёд и назад, развернулся и аккуратно положил мяч в корзину.

«Американцев было двое. Десятый номер чуть ближе к центру, чем я, четырнадцатый — между лицевой и мною, ближе ко мне. Я показал обманное движение, потом резко повернулся и рванул к щиту. Пас был великолепный. И оказался под щитом совсем один. Я даже обернулся: никого нет. И я очень аккуратно правой рукой бросил мяч».
— Александр Белов
После этого прозвучала финальная сирена. Игра закончилась в 1:14 воскресенья 10 сентября. Окончательный счёт был зафиксирован как 51:50 в пользу сборной СССР.

## Результат игры

Церемония награждения 1972 года в олимпийском турнире баскетболистов. «Серебряная» ступень пьедестала пустует — американские спортсмены не вышли на награждение. На третьей ступени — сборная Кубы. Фотография Рича Кларксона («Sports Illustrated»).

После финальной сирены к судейскому столику бросился уже Генри Айба. «Невозможно так сыграть за три секунды, — кричал наставник американской команды, — нет такого чертова способа забить за три секунды». Сразу по окончании матча американская сторона подала протест, подписанный менеджером команды М. К. Саммерсом, пытаясь обжаловать результаты матча. Игроки сборной СССР, некоторые болельщики, официальные лица до 4 часов ночи ждали результата голосования и возможной переигровки в раздевалке. Так и не дождавшись, участники встречи вернулись в Олимпийскую деревню. Сергей Белов, как и некоторые другие, всю ночь не спал. Коллегия ФИБА, заседавшая той же ночью, рассмотрела все обстоятельства матча. Голосование коллегии закончилось тремя голосами против двух в пользу решения о том, чтобы оставить счёт матча 51:50 в пользу сборной СССР в силе. Американские игроки и тренеры усмотрели в этом решении последствия политического лобби социалистического блока в аппарате ФИБА: «за» проголосовали представители соцстран (Куба, Венгрия, Румыния), а «против» — представители капиталистических стран (Пуэрто-Рико, Италия). По другой версии итоги голосования остались тайной. Венгерский арбитр Ференц Хепп, возглавлявший апелляционное жюри, вспоминал что, вероятно, наиболее справедливой была бы переигровка финального матча. Но с этим не согласилась бы советская делегация, да и времени не оставалось: Олимпиада, продлённая на день, завершалась. «В конце концов пришли к выводу, что вопрос надо решать путём тайного голосования. После его завершения я просмотрел карточки и объявил, что результат матча — 51:50 в пользу сборной СССР — утверждается. Советы выиграли честно, и я отдал за них свой голос. А как голосовали другие члены жюри, пусть это останется тайной». Как было отмечено в обзоре NY Times, решение арбитражной коллегии разделило Запад и Восток.
В 10 утра к столику сборной в столовой в олимпийской деревне подошёл Сергей Башкин и позволил себе немного разыграть ребят. «Переигровка!» — сказал он и, выдержав драматическую паузу, добавил: «через четыре года в Монреале». Только после этого советские спортсмены смогли расслабиться и отметить победу. Со второй попытки призёры баскетбольного турнира вышли на церемонию награждения на следующий день после матча и после заседания, и не в Rudi-Sedlmayer-Halle, а в другом помещении. «Серебряная» ступень пьедестала была пустой. Игроки сборной США провели тайное голосование командой и приняли решение не выходить на церемонию награждения и отказаться принять серебряные медали. По данным издания Mental Floss, в истории Олимпийских игр это единственный случай, когда от медалей отказалась команда. Аналогичный скандал произошел и в турнире по хоккею на траве. Сборная Пакистана, оскорбленная необъективным на её взгляд судейством, тем не менее, появилась на награждении. Игроки вышли на пьедестал, но демонстративно не стали вешать серебряные медали на шею, держали их в руках, некоторые положили медали на пьедестал. Сборная Пакистана была дисквалифицирована и на четыре года отстранена от участия в крупных международных соревнованиях. Часть игроков была дисквалифицирована пожизненно.
Как утверждал Артур Ленц, один из судей, бразилец Ренато Ригетто, отказался подписывать финальный протокол и устно высказался о том, что результат матча достигнут вопреки правилам игры в баскетбол. Об этом часто говорится в воспоминаниях американских игроков и в журналистских расследованиях последствий игры. Однако Габдльнур Мухамедзянов (один из советских арбитров, обслуживавших олимпийский турнир 1972 года) сообщает в интервью, что лично видел подпись Ригетто под протоколом и только тогда понял, что матч сборная СССР официально выиграла. В обзоре матча газеты New York Times также отмечено, что судьи из Болгарии и Бразилии оба подписали протокол матча. Ренато Ригетто после игр 1972 года никогда больше не судил матчи на международном уровне. В 2007 году его имя было занесено в списки Зала славы ФИБА.
Несмотря на многочисленные протесты, результат матча окончательно занесён в официальные протоколы Олимпийских игр. Победитель баскетбольного финала XX Олимпийских игр — сборная СССР.

## Признание
Сергей Белов отмечал, что какого-то особого чествования победителей не было. В аэропорту победителей, как тогда было принято, встречали пионеры с цветами. После приезда в Москву армейские игроки сборной СССР были удостоены приёма у министра обороны СССР Гречко. Ряд спортсменов был удостоен государственных наград СССР. Сергей и Александр Беловы были удостоены ордена «Знак Почета». Владимир Кондрашин награжден орденом Трудового Красного Знамени. Все игроки сборной СССР, ещё не бывшие заслуженными мастерами спорта, получили это почетное звание (кроме Сергея Коваленко). Игроки получили денежное вознаграждение в размере 150 (по другим данным, 300) долларов и 3000 рублей. Ряд игроков ЦСКА был досрочно представлен к очередному воинскому званию. Младшие лейтенанты Едешко и Белов стали лейтенантами ВС СССР.

## Ошибки и оценка действий
1. По правилам ФИБА игра официально закончена.

1. The US is protesting the extra three seconds granted because the game, according to FIBA rules, was over.
2. The US was shooting the second of a two-shot foul. This free throw was made. At the point the free throw was made, there were three seconds remaining.
3. At this point, according to FIBA rules, neither team can call a timeout. The official score sheet does not show a timeout in the last three seconds.
4. The opponents played the ball and ran off two seconds. According to FIBA rules, this was the only official way to continue the game.
5. With one second remaining, spectators ran onto the playing court and referees stopped the game at this time. At this point, with one second remaining, according to FIBA rules, they acted correctly.
6. When the spectators were removed, the game was started with only one second to go.
7. The one-second as played and the horn sounded, officially ending the game. The official score was US 5O, Russia 49.
8. According to FlBA rules the game is officially over.

Исход матча повлёк за собой длительное разбирательство. Первый протест сборной США был подан немедленно после игры и состоял из 8 пунктов. Менеджер команды Герберт Молс подготовил детальный отчёт об игре. На его основе в октябре 1972 года исполнительный директор Олимпийского комитета США Артур Ленц направил в МОК второй официальный протест на результаты игры, не добившись ответа в ФИБА. 18 января 1973 года председатель НОК США Клиффорд Бак направил в МОК, на имя лорда Килланина, протест с подробным анализом ситуации и требованием признания сборной США победителем встречи. Протест был отклонён. По состоянию на 2012 год представители сборной США не оставляли попыток получить золотые награды. Основные протестные требования американской стороны касались следующих пунктов:
- Мяч в концовке трижды вводили в игру. Проблемы с работой секундометристов и сам секундомер, который пришлось откручивать назад, — всё это для турнира столь высокого ранга нехарактерно. Игру следовало закончить после второго ввода мяча в игру[44].
- Помощник Кондрашина Башкин нарушил правила, покинув разрешённую зону, нарушив ход игры, и должен был получить технический фол[32].
- Уильям Джонс (генеральный секретарь ФИБА) не имел права вмешиваться в ход игры и давать указания судьям, что им делать[44][46].
- Также были упомянуты другие мелкие нарушения, в частности: Иван Едешко, делая пас, заступил ногой на лицевую линию; Александр Белов, забивая победный мяч, толкал американских защитников; и другие[46].

По мнению автора книги «Serious Fun: A History of Spectator Sports in the U.S.S.R.» (1993) Роберта Эдельмана и Гэри Смита (Sports Illustrated), Кондрашин допустил ошибку с просьбой о тайм-ауте. То есть брать тайм-аут он имел все основания, но не имел права покидать тренерскую скамейку и останавливать игру. Он или Башкин должны были получить по правилам технический фол. Дуглас Коллинз, анализируя ситуацию в интервью телеканалу ESPN, высказался, что в тот момент был настолько захвачен игрой, что не смог позже сказать с уверенностью, запросила ли советская сторона тайм-аут. По мнению самого Кондрашина, он сделал всё как положено, но произошла ошибка, и судьи за столом не поняли, что он хотел взять перерыв именно после первого броска, а потом запоздало всё-таки дали ему полагающееся. Вопрос с тайм-аутом остаётся одним из наиболее спорных моментов игры, мнения сторон по которому разделились. Американские комментаторы указывали на то, что Уильям Джонс не имел права вмешиваться в работу секундометристов. Единственный, кто имел на это право — Эдмон Биго, представитель технического комитета ФИБА на матче.
Владимир Гомельский, комментируя исход игры, упомянул о том, что для американских спортсменов всегда большой проблемой было слабое знание правил баскетбола, поскольку в НБА они серьёзно отличались и отличаются от нормативов ФИБА. Странно было и то, что протест составил не специалист, а спортивный функционер. Гомельский в своей книге «Легендарный финал» оценил все эти претензии как несостоятельные. Ошибки столика секундометристов — не предмет для протестных требований. Секундометрист по ошибке запустил время, когда мяч покинул руки Ивана Едешко (второй ввод мяча в игру), и это также не предмет для споров. Джонс, если и подсказал судьям, что им необходимо сделать, то сделал это в рамках правил. Единственный момент, который мог бы стать предметом протеста, — процедурно не совсем корректная замена Едешко на Саканделидзе, но американская сторона не обратила внимание на данную неточность.
При всех обстоятельствах американские источники признали то, что в ходе матча были допущены явные просчёты и в концовке их игроки расслабились. Том Макмиллен должен был грамотно отработать свою роль и активно мешать Ивану Едешко при последнем вводе мяча в игру. Александра Белова, когда он получал последний пас, также держали недостаточно плотно, причём держать нужно было втроём, а не вдвоём. Критике был подвергнут тренер Айба за то, что команда придерживалась несвойственной игры от обороны, что уже было корнем проблем. Весьма спорным было его решение оставить на скамейке запасных Бёрлсона.
В свою очередь, Владимир Кондрашин проявил выдержку и в последние три секунды действовал грамотно, сделав при данных обстоятельствах всё, что можно.

«Кондрашин был единственным, кто сохранял хладнокровие. Впрочем, что голова у Кондрашина оставалась ясной и холодной, можно было понять по тем решениям, которые он принял.
Он выпустил на площадку Едешко, ― значит, помнил, что у того отлично поставлен пас. Он снял с площадки Жармухамедова, ― значит, учёл, что тот, руководствуясь самыми лучшими намерениями, может рвануться к щиту американцев и привести туда за собой своего сторожа. Он оставил на площадке Сергея Белова, ― значит, предвидел возможный ход соперников».
— Александр Большаков
Сергей Белов, впрочем, отмечал, что не стоит преувеличивать значение тренерского расчёта Кондрашина. Произошедшее во многом стало результатом интуиции и стечения обстоятельств. Последний ввод мяча был совершенно спонтанным, а адресата для знаменитого паса Едешко хором подсказывала вся команда.

## Статистика матча
|    | Сборная СССР        |                           |                             |                  |                  |          |          |    | Сборная США   |                           |                             |                  |                  |          |          |
| №  | игрок               | С игры Попадания/ Попытки | Штрафные Попадания/ Попытки | Подборы на чужом | Подборы на своём | Очки     | Фолы     | №  | игрок         | С игры Попадания/ Попытки | Штрафные Попадания/ Попытки | Подборы на чужом | Подборы на своём | Очки     | Фолы     |
| 4  | Анатолий Поливода   | Не играл                  | Не играл                    | Не играл         | Не играл         | Не играл | Не играл | 4  | Кеннет Дэвис  | Не играл                  | Не играл                    | Не играл         | Не играл         | Не играл | Не играл |
| 5  | Модестас Паулаускас | 0/4                       | 3/4                         | 1                | 1                | 3        | 2        | 5  | Дуг Коллинз   | 1/8                       | 6/6                         | 1                | 0                | 8        | 1        |
| 6  | Зураб Саканделидзе  | 2/2                       | 4/8                         | 0                | 0                | 8        | 3        | 6  | Том Хендерсон | 4/9                       | 1/2                         | 0                | 3                | 9        | 3        |
| 7  | Алжан Жармухамедов  | 1/4                       | 2/4                         | 2                | 2                | 4        | 2        | 7  | Майк Бантом   | 1/4                       | 0/2                         | 6                | 3                | 2        | 4        |
| 8  | Александр Болошев   | 2/4                       | 0/0                         | 0                | 0                | 4        | 4        | 8  | Бобби Джонс   | 0/1                       | 0/0                         | 0                | 0                | 0        | 1        |
| 9  | Иван Едешко         | 0/2                       | 0/0                         | 0                | 5                | 0        | 3        | 9  | Дуайт Джонс   | 2/8                       | 2/4                         | 1                | 4                | 6        | 3        |
| 10 | Сергей Белов        | 8/17                      | 4/6                         | 1                | 1                | 20       | 3        | 10 | Джеймс Форбс  | 1/3                       | 0/0                         | 0                | 0                | 2        | 3        |
| 11 | Михаил Коркия       | 1/2                       | 2/2                         | 0                | 2                | 4        | 2        | 11 | Джим Брюэр    | 3/6                       | 3/4                         | 3                | 2                | 9        | 4        |
| 12 | Иван Дворный        | Не играл                  | Не играл                    | Не играл         | Не играл         | Не играл | Не играл | 12 | Томми Бёрлсон | Не играл                  | Не играл                    | Не играл         | Не играл         | Не играл | Не играл |
| 13 | Геннадий Вольнов    | 0/0                       | 0/0                         | 0                | 1                | 0        | 4        | 13 | Том Макмиллен | 1/2                       | 0/0                         | 1                | 1                | 2        | 0        |
| 14 | Александр Белов     | 3/12                      | 2/4                         | 2                | 6                | 8        | 2        | 14 | Кевин Джойс   | 3/8                       | 0/0                         | 0                | 1                | 6        | 3        |
| 15 | Сергей Коваленко    | Не играл                  | Не играл                    | Не играл         | Не играл         | Не играл | Не играл | 15 | Эд Рэтлефф    | 3/8                       | 0/0                         | 1                | 2                | 6        | 3        |

- источники[67][68].

## Значение
«Если бы мы проиграли, то я с гордостью бы показал вам сегодня свою серебряную медаль. Но мы не проиграли — нас обокрали».
Оригинальный текст (англ.)«If we had gotten beat, I would be proud to display my silver medal today. But, we didn't get beat, we got cheated.»
— Майкл Бантом

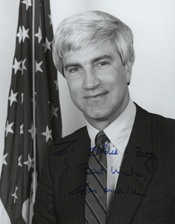
Том Макмиллен, в 1987—1993 годах конгрессмен США

Американские любители баскетбола до сих пор вспоминают о матче 1972 года, как об одном из самых тяжёлых разочарований и страшных несправедливостей большого спорта. Известный тренер Фог Аллен так описал свои чувства от услышанного результата игры: «меня словно ударили в солнечное сплетение». По сей день серебряные медали баскетболистов США хранятся в Лозанне, в Олимпийском музее. Кеннет Дейвис не просто отказался от медали, но и завещал детям — не получать её никогда и ни при каких обстоятельствах. Игроки сборной США также отказались принимать участие в 30-летнем юбилее мюнхенской игры. Неудовлетворительное выступление олимпийской сборной США в 1972 году (в баскетболе, легкой атлетике, в других видах спорта), привело к созданию Президентcкой комиссии по Олимпийским видам спорта. Комиссия отметила отсутствие в стране централизованной системы подготовки атлетов-любителей и полностью пересмотрела приоритеты и программы тренировок.
Большинство игроков сборной США впоследствии продолжили успешную карьеру в НБА. Лучшим игроком из тех, кто выходил в составе сборной США, можно считать Дага Коллинза. В 1973 году он был выбран под первым номером на драфте НБА, в 8 сезонах в НБА набирал в среднем 17,9 очка за матч. Выступая за «Филадельфия Севенти Сиксерс», он четырежды удостаивался чести участвовать в матчах всех звёзд НБА.
Для советских спортсменов это достижение стало одним из наиболее значимых в истории спорта в СССР. На предыдущих играх, как вспоминали спортсмены, они даже не представляли себе, как можно победить родоначальников баскетбола. Игра в Мюнхене заложила фундамент будущих побед — в том числе в Сеуле в 1988 году. Только два советских спортсмена ― Сергей и Александр Беловы, ― а также тренер Владимир Кондрашин, удостоились чести быть избранными в Зал славы ФИБА в 2007 году. Ещё в 1971 году Александр Белов был выбран на драфте в команду НБА «Юта Джаз». В честности победы сборной СССР не сомневался тренер сборной России по баскетболу Дэвид Блатт, гражданин США и Израиля.
Сергей Белов в своей автобиографической книге «Движение вверх» (2011) высказал своё мнение о победе сборной СССР как о совершенно справедливой. Ошибки и случайный фактор всегда имеют место в игре и к ним следует относиться как к неизбежному компоненту игры:

Я считаю, что проигрывать нужно достойно. Тем более это относится к американцам — великой баскетбольной нации, в фантастическом потенциале и силе которой никто никогда не сомневался. То, что в Штатах устроили истерику по поводу событий 10 сентября 1972-го, понаснимали фильмов о несправедливой победе злобных русских над молодыми американскими героями, меня, в принципе, не удивляет. Как говорят за океаном, «don’t take it personal». Но впечатление о великой стране, великой спортивной державе, это, конечно, портит. Так или иначе, болезненная реакция американцев нисколько не умаляет великой победы, одержанной сборной СССР. Скорее, наоборот, подчёркивает её значение.— Сергей Белов
Неожиданное продолжение история мюнхенского матча нашла 30 лет спустя в скандале 11 февраля 2002 года с пересмотром судейских оценок и повторным награждением в парном фигурном катании (с вручением двух золотых медалей) на XIX зимних Олимпийских играх в Солт-Лейк-Сити (США). Оценивая сложившуюся ситуацию, президент МОК Жак Рогге вспомнил об играх 1972 года, в которых он принимал участие как член сборной Бельгии в соревнованиях по парусному спорту и был свидетелем последствий матча СССР — США. Схожесть ситуации была в том, что и там, и в Солт-Лейк-Сити на спортивных судей оказали давление посторонние люди. Рогге высказался по поводу скандала в фигурном катании:

«Это ещё ерунда по сравнению с тем, что произошло тогда [в Мюнхене]».
Оригинальный текст (англ.)«This here was peanuts compared to that»
— Жак Рогге
Один из участников матча, Том Макмиллен, в 2002 году будучи экс-конгрессменом, ссылаясь на прецедент в Солт-Лейк-Сити, обратился с официальным письмом, подписанным участниками игры с американской стороны, в МОК с просьбой пересмотреть результаты финала 1972 года, однако ответа на его просьбу не поступило. Макмиллен предложил в качестве одного из вариантов выхода из продолжительного разбирательства изготовить второй комплект золотых медалей для американской сборной. Капитан сборной 1972 года Кеннет Дэйвис, впрочем, назвал подобные попытки «недоразумением».

## Расследования и адаптации

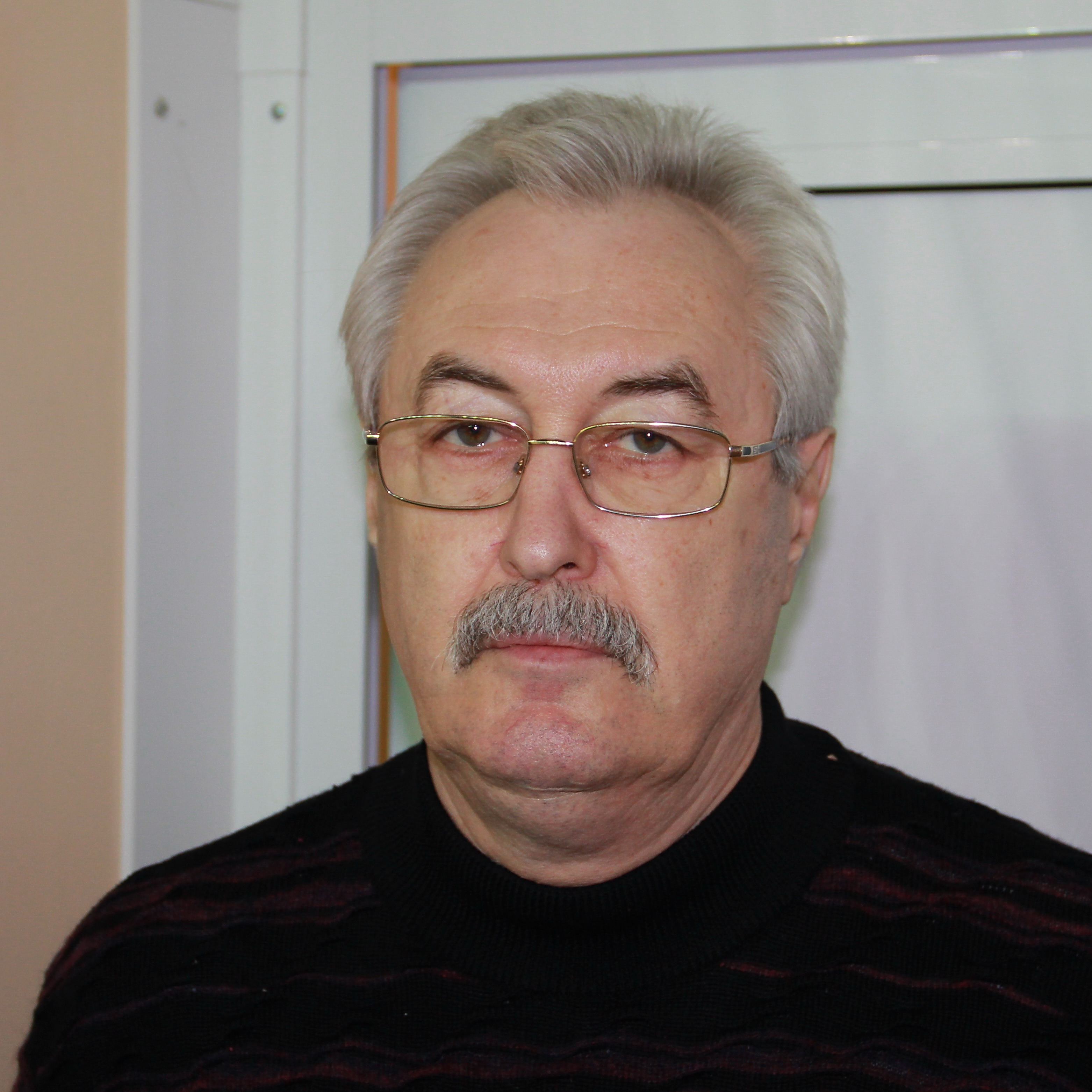
Сергей Белов. В 2011 году опубликовал автобиографическую книгу «Движение вверх»

Драматически протекавший матч стал основой для целого ряда журналистских расследований, игровых произведений. В 1973 году в журнале «Юность» вышло документальное расследование спортивного журналиста Анатолия Пинчука, который опросил почти всех участников матча с советской стороны и официальных лиц. В 2002 году, к тридцатилетию матча, на телеканале HBO Sport был снят документальный фильм «03 Seconds from Gold», в котором приняли участие советские игроки и тренеры. В 2004 году на телеканале ESPN в цикле передач «Classic Gold Ticket» был снят документальный фильм «72 Basketball Final. USA vs. USSR».
В 2012 году американский журналист, в прошлом баскетболист, Дональд Галахер издал книгу «Украденная слава» («Stolen Glory», в соавторстве с Майком Брюстером) содержащую подробное исследование истории с американской стороны. Исследование содержит интервью со всеми оставшимися в живых на тот момент американскими участниками встречи. Галахер много лет продолжает тяжбу с МОК и Международным Спортивным судом, отстаивая точку зрения того, что МОК должны изготовить дубликаты золотых медалей для американских баскетболистов. В 2012 году на сайте ESPN вышла серия статей обозревателя NY Times и ESPN Марка Штейна, посвященная памяти мюнхенского матча. Журналист издания Bloomberg Дэниел Голден устроил отдельное журналистское расследование на тему того, что генеральный секретарь ФИБА Уильям Джонс имел тесные связи со спортивным руководством СССР.
В 2011 году Сергей Белов опубликовал автобиографическую книгу «Движение вверх», содержащую, в том числе, анализ матча с точки зрения игрока. В 2017 году свою версию оценки матча опубликовал Владимир Гомельский в книге «Легендарный финал». Сюжет снятого в 1975 году в СССР фильма «Центровой из поднебесья» (режиссёр Исаак Магитон, автор сценария Василий Аксёнов) частично основан на мюнхенском матче. В нём советские спортсмены тоже добиваются победы над американцами на последних секундах матча.
В декабре 2017 года на российские экраны вышел фильм режиссёра Антона Мегердичева «Движение вверх», в центре сюжета которого — победа сборной СССР в финале Игр в Мюнхене. Сценарий был частично основан на одноимённой книге Сергея Белова. Критика встретила картину разноречиво. Отдельных негативных откликов заслужила весьма вольная передача на экране событий, предшествовавших матчу. Главный герой картины, тренер сборной СССР, по сюжету носит фамилию Гаранжин. Это произошло из-за того, что создатели не нашли общего языка со вдовой тренера Владимира Кондрашина. Своеобразной оказалась интерпретация образа Модестаса Паулаускаса, который волей сценаристов стал отъявленным антисоветчиком. Тем не менее, непосредственно финал нашёл вполне достоверное отображение на экране.

## Комментарии
1. ↑  Как наиболее характерная, упоминается история с американскими спринтерами, «случайно» не приглашёнными вовремя на старт забега.
2. ↑  Впрочем, это была обычная история для олимпийской сборной США. Так в 1968 году, примерно по такому же сценарию, на Игры не попали Карим Абдул-Джаббар, Элвин Хейз и Пит Маравич, но сборная США тогда выиграла турнир без особых проблем.
3. ↑  Травма оказалась тяжёлой, операция прошла неудачно и Андреев после неё скоропостижно закончил спортивную карьеру.
4. ↑  Реванш состоялся в силу обстоятельств только в 1988 году.

### на английском
- Mike Brewster, Taps Gallagher. Stolen Glory: The U.S., the Soviet Union, and the Olympic Basketball Game That Never Ended. — BookBaby, 2012. — 200 с. — ISBN 9781882383993. Архивировано 9 мая 2018 года.
- Carson Cunningham. American Hoops: U. S. Men's Olympic Basketball from Berlin to Beijing. — University of Nebraska Press, 2014. — 508 с. — ISBN 9780803226722.
- Heather L. Dichter, Andrew L. Johns. Diplomatic Games: Sport, Statecraft, and International Relations Since 1945. — University Press of Kentucky, 2014. — 496 с. — ISBN 9780813145655.
- Jan Stradling. More Than a Game: When Sport and History Collide. — ил. — Allen & Unwin, 2009. — ISBN 9781741961355.
- David Clay Large. Munich 1972: Tragedy, Terror, and Triumph at the Olympic Games. — Rowman & Littlefield, 2012. — 372 с. — ISBN 9780742567399.
- Rob Edelman. Serious Fun: A History of Spectator Sport in the USSR. — Oxford University Press, 1993. — 286 с. — ISBN 9780195079487. Архивировано 19 мая 2017 года.
- Gary Smith. «A Few Pieces Of Silver». // Журнал «Sports Illustrated». — 1992. — № 15 июня. — С. 64—78.
- Jack Ellis. Russ cage gold upheld; Silver refused by U.S. (англ.) // Stars and Stripes. — 1972. — No. 11 октября. — P. 26—27.
- John E. Findling, Kimberly D. Pelle. Encyclopedia of the Modern Olympic Movement. — Greenwood Publishing Group, 2004. — 602 с. — ISBN 9780313322785.

### на русском
- Сергей Белов. Движение вверх. — Издательский Дом «Право», 2011. — 416 с. — ISBN 978-5-904836-13-9.
- Владимир Гомельский. Легендарный финал 1972 года. СССР и США. — Litres, 2017. — ISBN 9785040553303.
- Анатолий Пинчук. «8 секунд». // Журнал «Юность». — М., 1973. — № 7. — С. 96—103.
- Василий Аксёнов. «Рассказ о баскетбольной команде, играющей в баскетбол» // Журнал «Юность». — М., 1971. — № 8. — С. 98—100.
- Станислав Гридасов, Анатолий Пинчук. «Так встречают чемпионов». // Журнал «PROспорт». — 2018.
- Министр обороны принял олимпийцев // Красная звезда. — 1972. — № 10 октября. — С. 1.